# Guldstrupar
Guldstrupar (Polytmus) är ett släkte med fåglar i familjen kolibrier med tre arter som återfinns i Sydamerika:
- Vitstjärtad guldstrupe (P. guainumbi)
- Grönstjärtad guldstrupe (P. theresiae)
- Tepuíguldstrupe (P. milleri)